# Даллакян, Виктор Ервандович
Ви́ктор Ерва́ндович Даллакя́н (арм. Վիկտոր Դալլաքյան; род. 1 марта 1958, Ванадзор, Армения) — армянский политический и государственный деятель. Депутат Национального собрания Армении с 1995 года.
Окончил исторический (1980) и юридический (1996) факультеты Ереванского государственного университета. Кандидат исторических наук. В 1981—1995 годах работал в Институте истории АН Армении, прошёл путь от лаборанта до старшего научного сотрудника.
В 1995 году впервые избран в Национальное собрание Армении. До 1999 года член Постоянной комиссии по государственно-правовым вопросам, заместитель председателя. Член депутатской группы «Реформы», затем «Еркрапа». В 1999—2003 годах Член, заместитель председателя, председатель Постоянной комиссии по государственно-правовым вопросам НС. Член «РПА». В 2001—2003 годах руководитель армянской делегации на Парламентской ассамблее Черноморского экономического сотрудничества, заместитель председателя Ассамблеи. 25 мая 2003 года назначен секретарём фракции «Справедливость» и занимал этот пост до 28 августа 2006 года. В 2007—2011 годах Член Постоянной комиссии по государственно-правовым вопросам НС.